# Lola Yuldasheva
Lola Ravshanbekovna Yuldasheva (ur. 4 września 1985 w Samarkandzie) – uzbecka piosenkarka i aktorka.

## Życiorys
Zyskała popularność w Uzbekistanie w 2003 roku piosenką „Muhabbatim”. Swoje utwory wykonuje zarówno po uzbecku, jak i po rosyjsku. W 2005 roku otrzymała nagrodę wytwórni Tarona dla najlepszej piosenkarki. Popularność jako aktorka zdobyła w 2005 roku występując w filmie „Kelgindi kuyov”. W 2005 roku Yuldasheva wyszła za mąż i ogłosiła przerwę w karierze na czas nieokreślony, jednak w 2011 roku wznowiła karierę serią solowych koncertów.

## Kariera muzyczna
Pierwszy album wydała w 2002 roku, jednak popularność zyskała dopiero rok później piosenką „Muhabbatim”. Popularność przyniósł jej także utwór „Undan nimam kam”, który zaśpiewała w duecie z Tohirem Sodiqovem, liderem uzbeckiego zespołu rockowego Bolalar. Do tej pory wydała sześć albumów muzycznych.

### Klip krytykujący cenzurę
W listopadzie 2019 roku Lola wydała drugi teledysk do swojego singla „Sevgingni menga ayt”, w którym skrytykowała cenzurę wokalistów i muzyków w Uzbekistanie. Teledysk wyreżyserowany przez samą piosenkarkę stał się popularny i został okrzyknięty „protestem społecznym” i „rewolucyjnym” przez wielu krytyków i fanów, w tym przez znanego uzbeckiego reżysera Alego Hamroyeva. Uzbeccy urzędnicy rządowi skrytykowali jednak klip, uznając, że „wszystkie teledyski i utwory muszą być zgodne z uzbecką mentalnością”. W sierpniu 2020 roku kanał piosenkarki został usunięty, jednak został przywrócony po kilku godzinach.

## Kariera aktorska
Jako aktorka wystąpiła po raz pierwszy w 2003 roku w filmie Sevinch. Jedna z jej piosenek, „Orzu”, znalazła się na ścieżce dźwiękowej do filmu. Popularność aktorską zdobyła w 2005 roku odgrywając główną rolę w filmie komediowym Kelgindi Kuyov. Po wznowieniu kariery wystąpiła w dwóch filmach: Yondiradi Kuydiradi oraz Jodugar.

## Dyskografia
- „Netayin” (2002)
- „Muhabbatim” (2004)
- „Topdim baxtimni” (2005)
- „Imkon ber” (2010)
- „Senga” (2011)
- „Sogʻindim” (2012)
- „Kel” (2014)

## Filmografia
- Sevinch (2004) jako Sevinch
- Kelgindi kuyov (2005) jako Zaynab
- Yondiradi Kuydiradi (2011) jako Lola
- Jodugar (2011) jako Ruhshona
- Gʻaroyib orzular (2012) jako ona sama